# Tessar

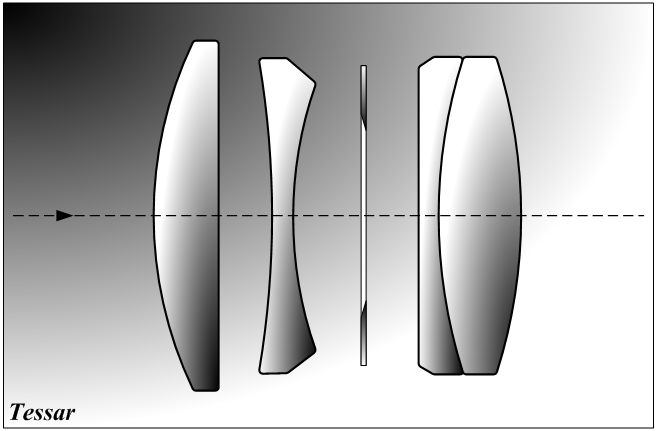
Tessar se skládá ze 4 elementů ve třech skupinách

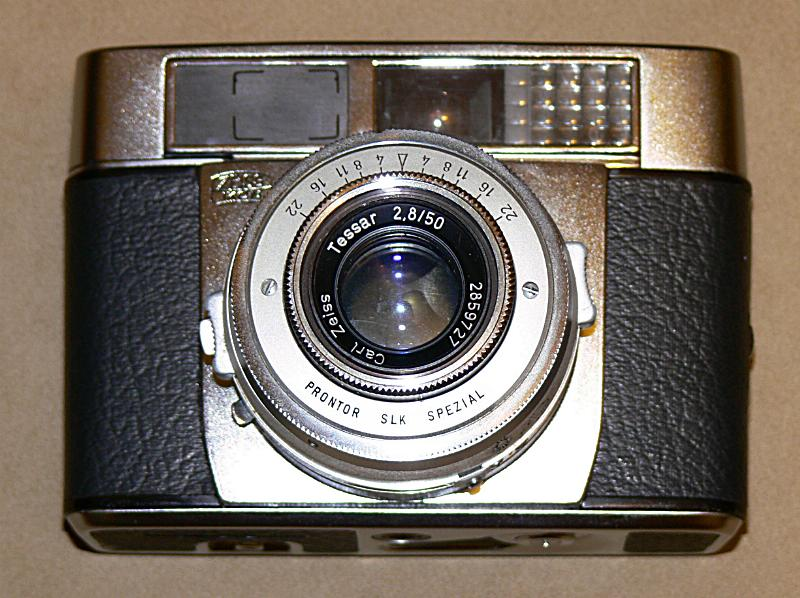
35mm fotoaparát Zeiss Ikon Contessa s objektivem Carl Zeiss Tessar 50mm f/2.8

Tessar je anastigmat složený ze čtyř čoček. Navrhl jej a zkonstruoval Paul Rudolph v roce 1902. Tessar je variantou tripletu, ve kterém první čočka je plankonvexní spojka, druhá bikonkávní rozptylka a zadní čočky jsou stmelené a tvoří achromatický kladný meniskus. Tessar se stal základem dalších objektivů (Belar, Elmar, Industar, Xenar a další). Patří k nejpoužívanějším objektivům v astronomické fotografii.